# Safvet-beg Bašagić
Dr. Safvet beg Basagić född 6 maj 1870. död 9 april 1934, även känd som Mirza Safvet, var en bosniakisk författare och anses vara fadern till den bosniska renässansen, och är en av de mest omhuldade poeter i Bosnien och Hercegovina vid sekelskiftet av 1900-talet. Han var en av grundarna av det kulturella samhället och tidningen Gajret, och valdes till ordförande för det bosniska rådet år 1910. Han är också känd för sitt lexikon som översteg sjuhundra biografier som han sammanställt under decennier.
Basagić dog år 1934 i Sarajevo och är begravd i Gazi Husrev-beg-moskéns harem.